# 日吉本町駅
日吉本町駅（ひよしほんちょうえき）は、神奈川県横浜市港北区日吉本町五丁目に位置する、横浜市営地下鉄グリーンライン（4号線）の駅である。駅番号はG09。
ステーションカラーは背後に迫る小高い林など、身近な地域の緑をイメージしてきみどり（若葉色）   。

## 概要
日吉駅の南西側で、古くからの閑静な住宅地の中にある地下駅。ホームは地下1階にあり、1階には駅出入口と駐輪場、2階には日吉本町西町会が管理する地域交流施設「いきいき会館」がある。
駅のデザインテーマは「うるおいのひろば」で、地域交流施設を併設することで地域住民に愛される駅を目指して設計された。アール形状のガラスファサードで住宅地に潤いと活気をもたらすとともに、屋上緑化・駅北側の緑を生かして、やさしく親しみやすいデザインになっている。

## 歴史
- 2008年（平成20年）3月30日 - 横浜市営地下鉄グリーンラインの中山駅 - 日吉駅間の開通と同時に開業。
- 2012年（平成24年）5月1日 - docomo Wi-Fiによる、無線LANサービス開始。

### 駅名の由来
周辺地名から採られた。東急線に接続する日吉駅と間違えやすいため、駅員が呼びかけを行っている。

## 駅構造
島式ホーム1面2線を有する地下駅。駅舎上部には地域住民のための多世代交流施設「いきいき会館」が設けられている（一般の利用も可能）。「いきいき会館」の建設にあたっては、日吉本町西町会が約20年かけて近隣商店街などから寄付金を募り、計1億2,500万円の資金を調達した。また市から1,500万円の助成も受けている。

### のりば
| 番線 | 路線           | 行先     |
| ---- | -------------- | -------- |
| 1    | グリーンライン | 中山方面 |
| 2    | グリーンライン | 日吉方面 |

- 上表の路線名は旅客案内上の名称（愛称）で記載している。

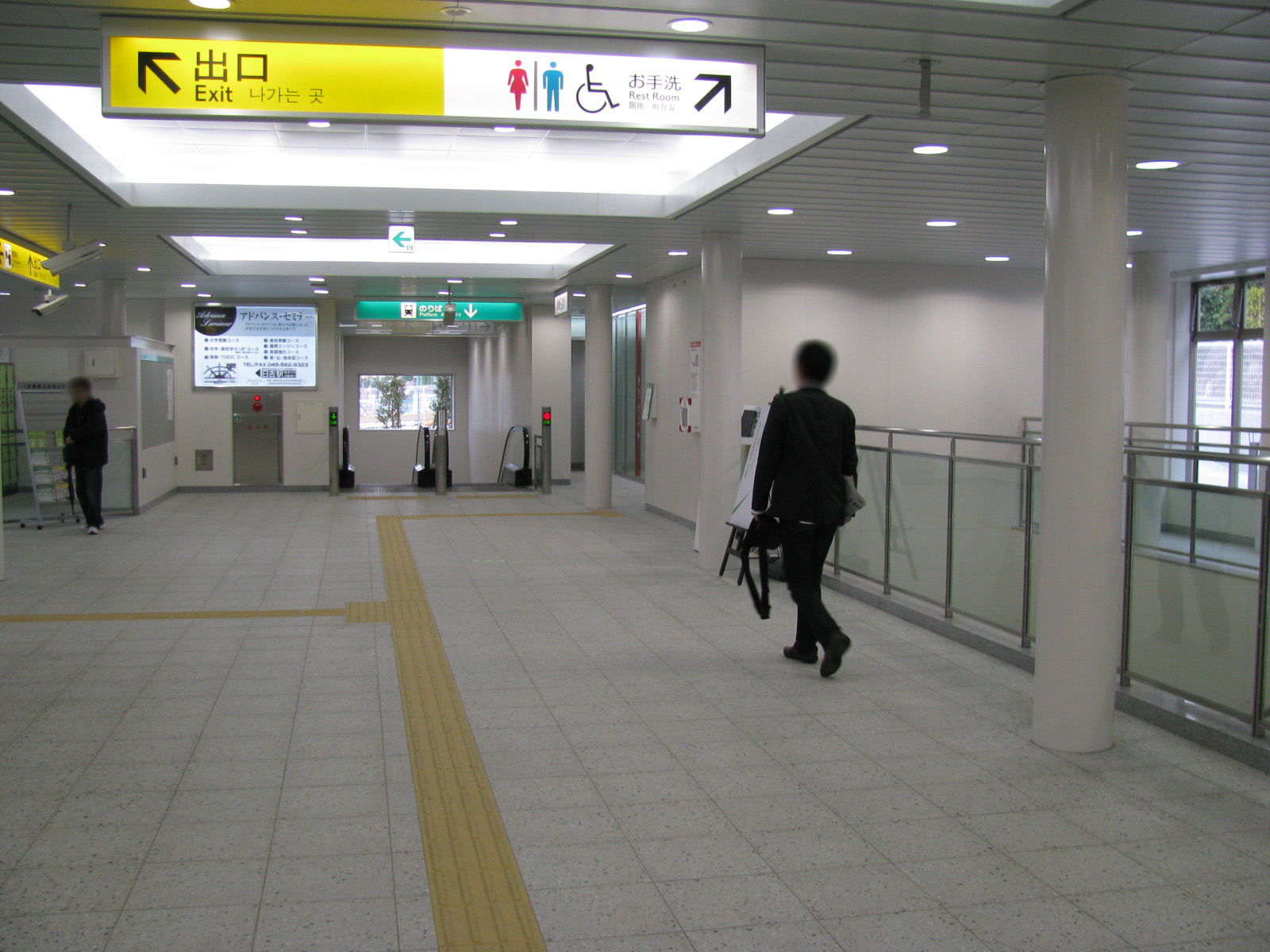
改札付近1
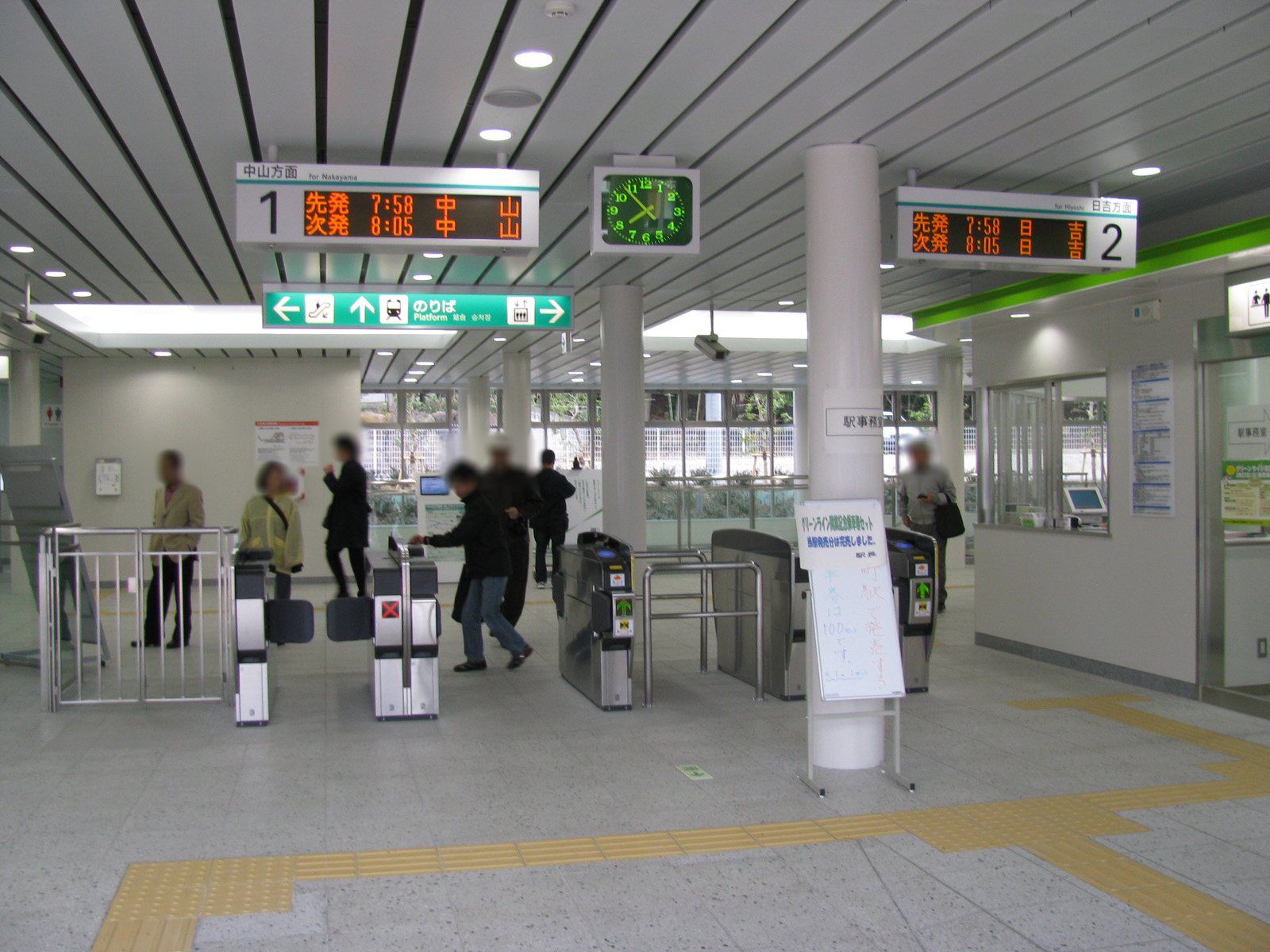
改札付近2
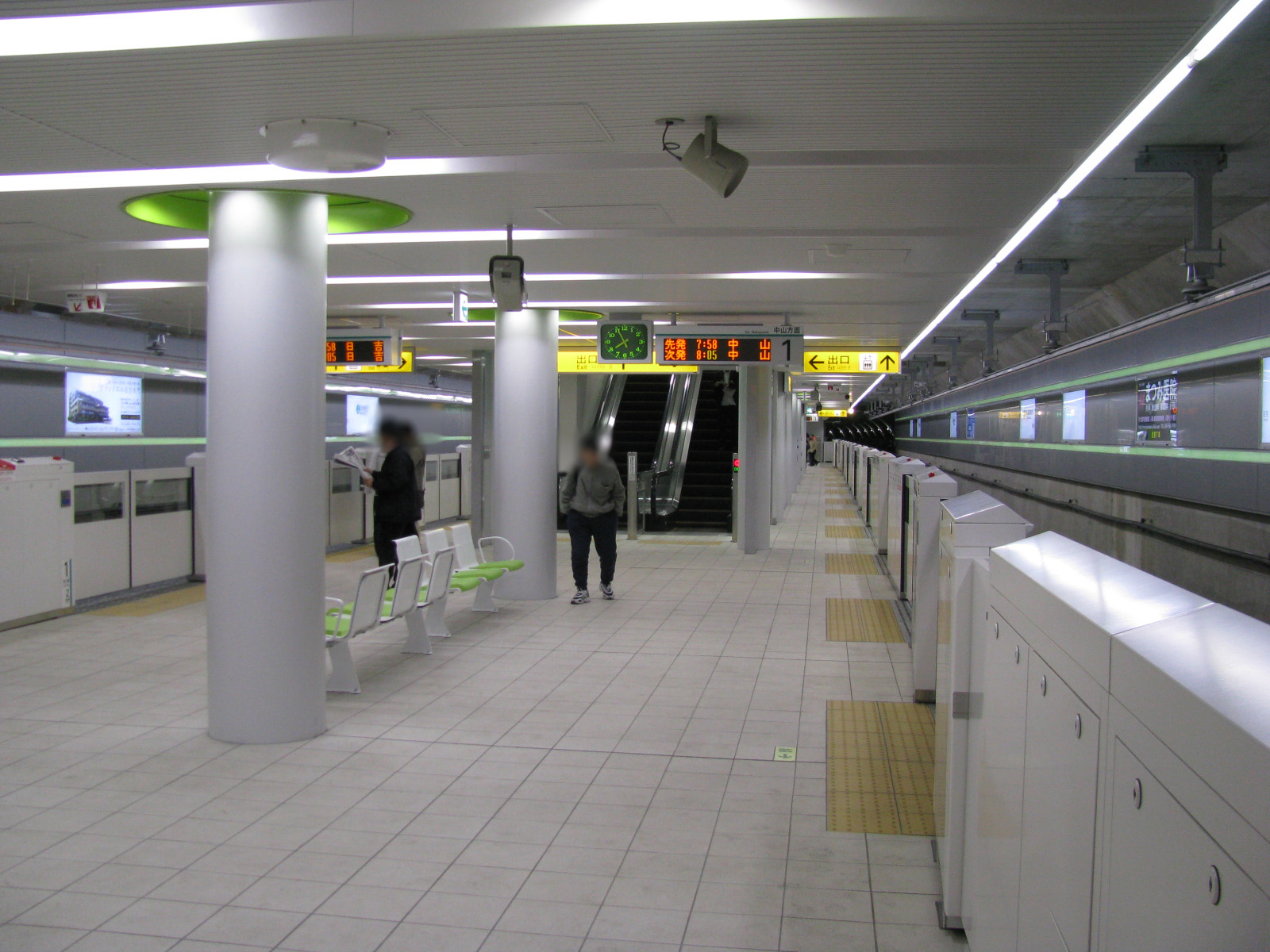
ホーム

## 利用状況
2023年度の1日平均乗降人員は15,748人（乗車人員：8,053人、降車人員：7,695人）である。
開業以来の1日平均乗降・乗車人員の推移は下記の通り。
| 年度               | 1日平均 乗降人員 | 1日平均 乗車人員 | 出典     |
| ------------------ | ---------------- | ---------------- | -------- |
| 2007年（平成19年） |                  | 13,240           | [ * 1 ]  |
| 2008年（平成20年） | 9,151            | 4,796            | [ * 2 ]  |
| 2009年（平成21年） | 10,117           | 5,312            | [ * 3 ]  |
| 2010年（平成22年） | 11,501           | 6,053            | [ * 4 ]  |
| 2011年（平成23年） | 11,939           | 6,262            | [ * 5 ]  |
| 2012年（平成24年） | 12,978           | 6,768            | [ * 6 ]  |
| 2013年（平成25年） | 13,923           | 7,228            | [ * 7 ]  |
| 2014年（平成26年） | 14,405           | 7,461            | [ * 8 ]  |
| 2015年（平成27年） | 14,853           | 7,654            | [ * 9 ]  |
| 2016年（平成28年） | 15,411           | 7,937            | [ * 10 ] |
| 2017年（平成29年） | 16,103           | 8,258            | [ * 11 ] |
| 2018年（平成30年） | 16,561           | 8,477            | [ * 12 ] |
| 2019年（令和元年） | 16,737           | 8,557            | [ * 13 ] |
| 2020年（令和02年） | 12,082           | 6,187            |          |
| 2021年（令和03年） | 13,559           | 6,936            |          |
| 2022年（令和04年） | 14,986           | 7,651            |          |
| 2023年（令和05年） | 15,748           | 8,053            |          |

## 駅周辺

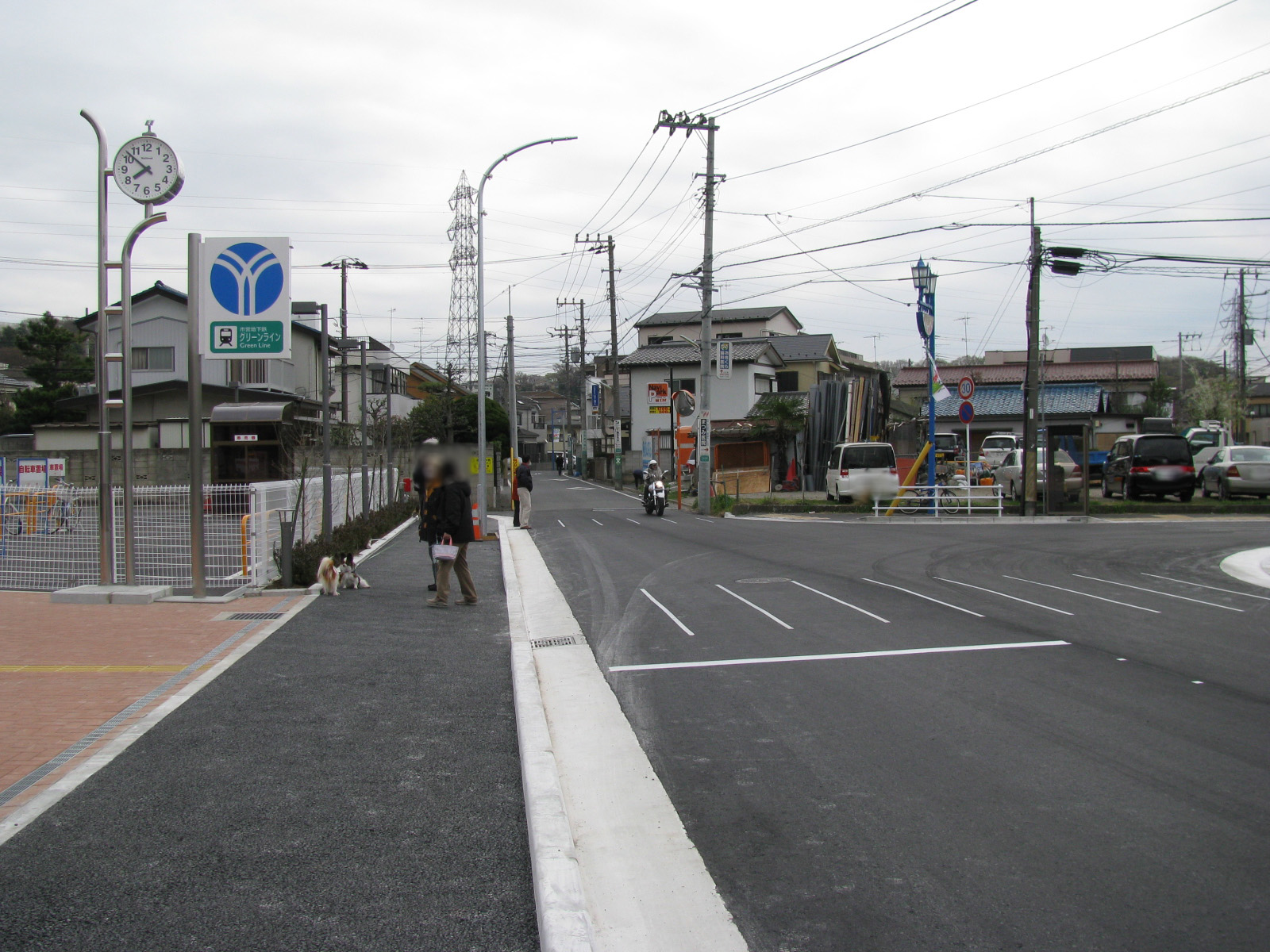
駅前

住宅街である。
- 横浜市立駒林小学校
- 横浜市立日吉台西中学校
- 横浜市立日吉台中学校
- 金蔵寺（日吉不動尊）
- 西光院
- 西量寺
- 日吉本町鯛ヶ崎公園
- オーケー日吉店
- いなげや横浜綱島店

## バス路線
駅前を発着する路線バスはないが、以下の路線が近くで運行されている。
- 日吉本町駅より約150mの場所に「東芝日吉住宅前」バス停

| 系統名 | 主要経由地                     | 行 先      | 備 考       |
| ------ | ------------------------------ | ---------- | ----------- |
| 日52   | コンフォール南日吉・箕輪町舟下 | 日吉駅東口 | 休日1本のみ |

- 日吉本町駅より約350mの場所に「アリュール日吉本町」バス停

| 系統名     | 主要経由地 | 行 先      | 備 考 |
| ---------- | ---------- | ---------- | ----- |
| 日51・日52 | 箕輪町舟下 | 日吉駅東口 |       |

- 日吉本町駅より約350mの場所に「日吉本町」バス停

| 系統名     | 主要経由地 | 行 先      | 備 考 |
| ---------- | ---------- | ---------- | ----- |
| 日51・日52 | 箕輪町舟下 | 日吉駅東口 |       |

## 隣の駅
横浜市営地下鉄
 グリーンライン（4号線）
高田駅 (G08) - 日吉本町駅 (G09) - 日吉駅 (G10)